# ヘンリック・イプセン
ヘンリック（ヘンリク）・イプセン（Henrik Johan Ibsen ノルウェー語: [ˈhɛ̀nrɪk ˈɪ̀psn̩]、1828年3月20日 - 1906年5月23日）は、ノルウェーの劇作家、詩人、舞台監督。近代演劇の創始者であり、「近代演劇の父」と称される。シェイクスピア以後、世界でもっとも盛んに上演されている劇作家とも言われる。
8歳のとき家が破産。劇場の座付作者兼舞台監督、演劇指導者などになった。
代表作には、『ブラン』『ペール・ギュント』（1867年に執筆。1874年にグリーグに劇音楽の作曲を依頼する。）『人形の家』『野鴨』『ロスメルスホルム』『ヘッダ・ガーブレル』などがある。自身はノルウェーを嫌い、長くドイツやイタリアで生活したため、ノルウェーの国民作家という意識は薄かったが、現在は国の象徴、そして世界史上最も重要な劇作家の一人として尊敬され、長らくノルウェーの最高額面の1000クローネ紙幣にその肖像が描かれていた。

## 執筆言語
イプセンの執筆言語は「ノルウェー語」、「デンマーク語」、「デンマーク・ノルウェー語」、「ブークモール」、「リクスモール」などと言われる場合があるが、これは19世紀までノルウェーでは宗主国の言語であるデンマーク語が書き言葉として使用されていたためである。言語学者のクヌート・クヌーツェンは19世紀後半に書き言葉を徐々にノルウェー化することを提唱し、この言語はやがてリクスモール、のちにブークモールと呼ばれるようになった。イプセンはこのデンマーク語がノルウェー式に変化しつつある時代のリクスモール（のちのブークモール）で著作を執筆していた。21世紀に使用されているノルウェー語とは大きく異なるため、ノルウェーで上演を行う時も戯曲テクストを現代の観客にわかるよう変更する必要がある場合が多い。

## 世界への影響
イプセンの劇は同時代の多くの人にスキャンダラスと考えられた。当時は家庭生活や礼儀についてのヴィクトリア朝的価値観がヨーロッパで大きく広まっており、それらに対するいかなる挑戦も不道徳的で非常識とされていたためである。イプセンは生活状況や道徳問題についての批評的な眼や疑問を紹介するため、主に現代劇に基礎を置いた。ヴィクトリア朝の演劇には、悪の力に立ち向かう高潔な主人公が期待されており、あらゆる劇は善が幸福をもたらし、不道徳は苦痛のみをもたらすという、道徳的にふさわしい結末で終わった。イプセンはこの考えと当時の信仰に挑み、観客の持つ幻想を破壊した。 
日本の新劇運動はイプセン劇の上演から始まったといえる（参照：市川左團次 (2代目) 、文芸協会）。『人形の家』の主人公ノラ（ノーラ）は当時の「新しい女」として語られた。その作品群は今日でも演劇界に影響を与え続けている。中国においても、『新青年』第四巻六号（1918年6月）がイプセン特集を組むなど、五四運動期に熱狂的に紹介され、女性解放運動に大きな影響を与えたほか、話劇の形成にも直接の影響を与えた。
2007年にはノルウェー政府により国際イプセン賞が創設された。

## 作品
- カティリーナ（Catilina, 1850年）
- 勇士の塚（Kjæmpehøjen, 1850年）
- ノルマ、または政治家の恋（Norma eller en Politikers Kjaerlighed, 1851年）
- 聖ヨハネ祭の夜（Sancthansnatten, 1852年）
- エストロートのインゲル夫人（Fru Inger til Østeraad, 1854年）
- ソールハウグの宴（Gildet paa Solhoug 1855年）
- オーラフ・リッレクランス（Olaf Liljekrans, 1856年）
- ヘルゲランの勇士たち（Hærmændene paa Helgeland, 1857年）
- 愛の喜劇（Kjærlighedens Komedie, 1862年）
- 王位請求者たち（Kongs-Emnerne, 1863年）
- ブラン（Brand, 1865年）
- ペール・ギュント（Peer Gynt, 1867年）
- 青年同盟（De unges Forbund, 1869年）
- 皇帝とガリラヤ人（Kejser og Galilæer, 1873年）
- 社会の柱（Samfundets støtter, 1877年）
- 人形の家（Et dukkehjem, 1879年）
- 幽霊（Gengangere, 1881年）
- 民衆の敵（En Folkefiende, 1882年）
- 野鴨（Vildanden, 1884年）
- ロスメルスホルム（Rosmersholm, 1886年）
- 海の夫人（Fruen fra havet, 1888年）
- ヘッダ・ガーブレル（Hedda Gabler, 1890年）
- 棟梁ソルネス（Bygmester Solness, 1892年）
- 小さなエヨルフ（Lille Eyolf, 1894年）
- ヨーン・ガブリエル・ボルクマン（John Gabriel Borkman, 1896年）
- わたしたち死んだものが目覚めたら（Når vi døde vågner, 1899年）

### 日本語訳書
1980年代以降刊の書籍のみ
- 原千代海訳 『イプセン戯曲全集』（全5巻） 未來社 1989年
  - 『イプセンの手紙』 未來社 1993年
  - 原訳は『野鴨』『人形の家』『ヘッダ・ガーブレル』『幽霊』が、岩波文庫で刊行。1996年
- 毛利三彌訳 『イプセン戯曲選集　現代劇全作品』 東海大学出版会 1997年
  - 新版『イプセン現代劇 上演台本集』 論創社 2014年
  - 毛利訳は『人形の家』、『ヘッダ・ガブラー』、『野がも』が、2020年より論創社でシリーズ刊行
- 【笹部博司の演劇コレクション】A6判（文庫本）2008年
  - 『野鴨』『ちっちゃなエイヨルフ』『ロスメルスホルム』
  - 『ジョン・ガブリエルと呼ばれた男』『民衆の敵』『ヘッダ・ガブラー』を刊行
- 演劇企画製作会社「メジャーリーグ」 での上演台本